# Biriš
Biriš (mađ. Bürüs) je selo u južnoj Mađarskoj.
Zauzima površinu od 16,30 km četvornih.

## Zemljopisni položaj
Nalazi se na 45° 58' sjeverne zemljopisne širine i 17° 46' istočne zemljopisne dužine. Vujfaluba je 2 km zapadno, Várad je 1 km sjeverozapadno, Obolj (Vobol) je 4 km sjeverno,  Denčaz je 6 km sjeveroistočno, Szentegát je 4,5 km istočno-sjeveroistočno, Okrag je 8 km jugoistočno, Marača je 6 km jugoistočno, Andrec je 2,5 km južno, Dekla je 2 km zapadno-jugozapadno.

## Upravna organizacija
Upravno pripada Sigetskoj mikroregiji u Baranjskoj županiji. Poštanski broj je 7973. 

## Promet
2 km zapadno od sela prolazi željeznička pruga.

## Stanovništvo
Biriš ima 103 stanovnika (2001.). Većina su Mađari, a ima i 7% Roma. Nešto više od pola stanovnika su rimokatolici, dok je nešto više od četvrtine kalvinista.

## Vanjske poveznice
- Biriš na fallingrain.com